# Bombylius vlasovi
Bombylius vlasovi är en tvåvingeart som beskrevs av Paramonov 1940. Bombylius vlasovi ingår i släktet Bombylius och familjen svävflugor. Inga underarter finns listade i Catalogue of Life.